# 체사레 다노바

체사레 다노바(Cesare Danova, 1926년 3월 1일 ~ 1992년 3월 19일)는 이탈리아의 배우이다.
베르가모에서 태어났으며 로스앤젤레스에서 사망하였다. 사인은 심근 경색이다.

## 출연 작품
- 애니멀 하우스의 악동들 (1978년)
- 홀리데이 킬러 (1977년) - 존 코리 역
- 스코치 (1976년)
- 비열한 거리 (1973년) - 지오바니 카파 역
- 체 게바라 (1969년) - 라몬 발데즈 역
- 게리슨 유격대 (1967년)
- 비바 라스베가스 (1964년) - 엘모 맨시니 역
- 기젯 로마 가다 (1963년)
- 클레오파트라 (1963년)
- 텐더 이즈 더 나잇 (1962년)
- 유원인 타잔 (1959년)
- 파리스의 연인 (1954년)

### 텔레비전
- 형사 맥밀란 (1971-73)
- 미녀 삼총사 (1976-79)
- 꿈꾸는 낙원 (1981)
- In the Heat of the Night (1992)